# 아카데미 단편 다큐멘터리상

아카데미 단편 다큐멘터리상(Academy Award for Best Documentary (Short Subject))은 아카데미상의 부문 중 하나로, 그 해 미국에서 공개된 단편 다큐멘터리 영화에서 가장 뛰어난 작품에게 수여된다.
모든 수상 영화의 사본(대부분의 후보 사본과 함께)은 아카데미 영화 보관소에서 보관한다. 후보작이 발표되기 전에 10편의 영화가 최종 후보에 올랐다.

## 규정
AMPAS(Academy of Motion Picture Arts and Sciences)의 최근 규정에 따라 단편 주제 다큐멘터리는 "문화, 예술, 역사, 사회, 과학, 경제 또는 기타 주제를 창의적으로 다루는 논픽션 영화"로 정의된다. 허구가 아닌 사실에 중점을 둔다면 실제 상황에서 촬영하거나 부분 재연, 스톡 영상, 스틸, 애니메이션, 스톱 모션 또는 기타 기술을 사용할 수 있다. 상영 시간은 40분을 넘지 않아야 하며 해마다 다를 수 있는 특별 자격 기간 동안 공개되어야 하지만 일반적으로 전년도 10월에 시작하여 수상 연도의 9월에 종료된다. (이 자격은 수상 연도의 1월에서 12월 사이에 개봉된 영화만 포함하는 대부분의 다른 아카데미 상 범주와 다르다.) 다큐멘터리의 개봉도 영화 완성 후 2년 이내에 이루어져야 하며 오디오 및 사진을 제작하고 전시하는 데 사용되는 비디오여야 한다.
또한 자격을 갖추려면 영화가 다음 기준 중 하나를 충족해야 한다.
- DVD 또는 TV와 같은 다른 비극장 장소로 공개되기 전에 캘리포니아 주 로스앤젤레스 카운티 또는 뉴욕시 어느 곳에서나 최소 7일의 광고 상영을 완료해야 한다. 또는
- 공개 전시회 또는 비극장 개봉과 관계없이 영화는 아카데미에서 지정한 경쟁 영화제에서 자격을 갖춘 상을 수상해야 한다. 또는
- 아카데미 학생 아카데미 상 대회의 다큐멘터리 부문에서 금상, 은상 또는 동메달 수상을 해야 한다.

영화는 7일 동안 매일 상영되어야 하며 유료 입장을 위해 대중에게 공개되어야 하며 상영 시간 동안 시의 주요 회보 중 하나에 광고되어야 하며 상영 시간이 포함되어야 한다. 또한 영화는 예선이 진행되는 동안 매일 한 번 이상 상영되어야 한다. 각 예선 경기 당일 현지 시간으로 정오부터 오후 10시 사이에 적어도 한 번 상영을 시작하도록 규정하는 아카데미 장편 다큐멘터리상과 달리 상영 시작 시간에는 제한이 없다. 영화는 주로 영어로 또는 영어 자막과 함께 내레이션 또는 대화가 있어야 하며 원본 작품 전체여야 한다. 더 큰 작품의 부분 편집과 연재 영화의 에피소드는 자격이 없다.
이전 연도의 자격 규칙은 이와 다를 수 있다.

## 지명 과정
아카데미 다큐멘터리 분과는 1차 투표를 통해 10편의 예비 후보작을 선정한 후 2차 투표를 통해 5편의 다큐멘터리 후보작을 선정한다. 그러면 전체 아카데미 회원이 오스카상을 위해 이 5개 중 하나에 투표한다. 다큐멘터리 제작과 관련된 최대 2명의 사람이 상 후보로 지명될 수 있으며 그 중 한 명은 영화의 신용 감독이어야 한다. 한 명의 제작자도 지명될 수 있지만 감독이 아닌 제작자가 두 명 이상인 경우 아카데미 다큐멘터리 부문은 제작자를 심사하여 영화 제작에 가장 많이 관여했다고 생각되는 제작자를 선택한다.